# Unterseeinsel
Unterseeinsel es el nombre de una isla de Alemania, que administrativamente hace parte del estado de Brandeburgo el este de ese país europeo. Tiene una forma aproximadamente circular con un diámetro de alrededor de 134 metros y una superficie de 1,3 hectáreas. En el lado norte de la isla hay un restaurante, al sur de la misma, un pequeño parque infantil. En la isla se encuentra una población de árboles de diferentes especies.
El acceso a la isla se realiza a través de un transbordador que sale tanto del este como de la costa occidental de la isla. Además, hay instalaciones de atraque para el tráfico de un barco adicional. 
En la isla fue construido un castillo eslavo. Más tarde, la isla sirvió de refugio para los pescadores.  